# 의창군 (이광)
의창군 이광(義昌君 李珖, 1589년 1월 ~ 1645년 10월 15일)은 조선 중기의 왕족으로, 선조(宣祖)의 여덟째 아들이며 어머니는 인빈 김씨(仁嬪 金氏)이다. 이름은 광(珖), 자는 장중(藏中), 호는 기천(杞泉), 시호는 경헌(敬憲)이다.

## 생애
1589년(선조 22년) 1월, 선조와 귀인 김씨(인빈 김씨)의 넷째 아들로 태어났다.
1592년(선조 25년) 임진왜란이 발발하여 서쪽으로 피난할 때, 의창군은 나이가 어려 유모가 품에 안고 산골짜기로 숨어지냈다.
1597년(선조 30년) 의창군(義昌君)에 봉해졌으며, 1603년(선조 36년) 4월 17일 이조참판 허성(許筬)의 딸인 양천군부인(陽川郡夫人) 허씨와 혼인하였는데, 허성의 아내가 병에 걸려 위중해지자 선조가 명을 내려 혼례 날짜를 앞당겨 진행하였다.
1608년(광해군 즉위) 유영경의 옥사 직후 정운원종공신 1등(定運功臣一等)에 책록되었다.
광해군의 패륜을 못내 한탄하다가 1618년(광해군 10) 모반죄로 주살된 허균의 사건에 연좌되어 훈작을 삭탈당하고 유배되었다. 1623년반정으로 다시 풀려나와 종친으로써 능양군의 총애를 받았다. 슬하에 자식을 두지 못하여인능양군의 3남 인평군의 차남인 복창군을 의창군에게 출계시켰으나, 1701년(숙종 27)에 의창군의 봉사를 낙선군(능양군의 6남)의 가문에서 맡도록 하였다. 당시 낙선군은 이미 죽었기 때문에 그 양자인 임양군이 봉사를 맡았다.

## 가족 관계
- 아버지 : 조선 선조
- 어머니 : 인빈 김씨(仁嬪 金氏, 1555년 - 1613년)
  - 형 : 의안군(義安君, 1577년 - 1588년)
  - 형 : 신성군(信城君, 1578년 - 1592년)
  - 형 : 정원군(定遠君, 1580년 - 1619년), 인조의 아버지
  - 누나 : 정신옹주(貞愼翁主, 1583년 - 1653년)
  - 누나 : 정혜옹주(靜惠翁主, 1584년 - 1638년)
  - 누나 : 정숙옹주(貞淑翁主, 1587년 - 1627년)
  - 동생 : 정안옹주(貞安翁主, 1590년 - 1660년)
  - 동생 : 정휘옹주(貞徽翁主, 1593년 - 1653년)
  - 본인 : 의창군
  - 부인 : 양천군부인 허예업(陽川郡夫人 許禮業, 1589 ~ ?) - 허성(許筬)의 4녀
  - 양자 : 창림군(昌臨君) 이일(李佾, 1629 ~ 1690) 이복동생 경창군의 서장남
  - 양손자 : 낙선군(樂善君) 이숙 (1641~1695) 동복조카 능양군의 서차남
  - 양증손자 : 임양군 이환(臨陽君 李桓, 1656 ~ 1715) 선조의 서9남 경창군 주의 손자 청평군 이전(淸平君 李洤)의 슬하 3남 1녀 중 차남(次男)으로 출생한 그는 7세 때였던 1662년 능양군의 서자(庶子)인 낙선군 이숙(樂善君 李潚)에게 양자(養子)로 출계되었다.

양증손자 며느리 : 군수(郡守) 정재후(鄭載厚)의 딸 군부인 동래 정씨  
양고손녀 : 이연애(李蓮愛, 1673 ~ ?) 
```
양고손녀 사위 : 구 안동 김씨 김성갑(金聖甲, 1672 ~ ?) 
양증손자 며느리 : 정랑(正郞) 유삼(兪槮)의 딸 군부인 기계 유씨 
양고손녀 : 이두애(李斗愛, 1677 ~ ?)  
```

양고손녀 사위 : 안동 권씨 권도형(權道衡, 1679 ~ ?) 
```
양증손자 며느리 : 정상(鄭相)의 딸 군부인 해주 정씨  
```

양고손녀 : 전주 이씨  
양고손녀 사위 : 기계 유씨 유언탁(兪彦鐸) 
```
양고손자 : 해풍군(海豐君) 이수(李燧, 1696년 2월 2일 ~ ?년 10월 20일)  
```

양고손자며느리 : 민계기(閔季基)의 딸 군부인 여흥 민씨(1696년 1월 10일 ~ ?)  
양고손자 : 여천군(驪川君) 이증(李增, ? ~ 1748)  
양고손자 : 여선군(驪善君) 이학(李壆, ? ~ ?년 5월 2일)  
녀 : 남양 홍씨 홍계우(洪啓祜)의 처  
서증손자 며느리 : 미상  
양서고손자 : 해릉군(海陵君) 이관(李爟) 
```
양서고손자며느리 : 우시진(禹時晉)의 딸 군부인 단양 우씨 
양서고손자 : 여춘군(驪春君) 이강(李堈)  
```

양서고손자 : 해은군(海恩君) 이당(李爣, ? ~ 1755)  
양서고손자며느리 : 김상하(金尚夏)의 딸 군부인 김씨  
양서고손자며느리 : 홍중집(洪重集)의 딸 군부인 홍씨